# Großsteingrab Holzdorf
Das Großsteingrab Holzdorf ist eine megalithische Grabanlage der jungsteinzeitlichen Trichterbecherkultur bei Holzdorf im Kreis Rendsburg-Eckernförde in Schleswig-Holstein. Es trägt die Sprockhoff-Nummer 59.

## Lage
Das Grab befindet sich südöstlich von Holzdorf im Waldgebiet Großes Holz. In der näheren Umgebung gibt es zahlreiche weitere Großsteingräber: 1,7 km ostsüdöstlich liegen die Großsteingräber bei Rothensande, 2,2 km westsüdwestlich das Großsteingrab Loose, 2,6 km ostsüdöstlich die Großsteingräber bei Kleinwaabs und 2,7 km südöstlich das Großsteingrab Sophienhof.

## Beschreibung
Die Anlage besitzt eine runde Hügelschüttung mit einem Durchmesser von 11 m und einer erhaltenen Höhe von 1 m. Bei der Grabkammer handelt es sich um einen nordwest-südöstlich orientierten erweiterten Dolmen mit einer Länge von 2 m und einer Breite von 1 m. Die Kammer besitzt zwei breite Wandsteine an der nordöstlichen und drei schmalere Wandsteine an der südwestlichen Langseite sowie jeweils einen Abschlussstein an den Schmalseiten. Bis auf den südöstlichen Abschlussstein stehen alle noch in situ. Die Decksteine fehlen. Der Zugang zur Kammer befand sich wahrscheinlich an der Südostseite und der dortige Abschlussstein dürfte ursprünglich nur bis zur halben Höhe der Wandsteine gereicht haben.